# الورم الأصفر
الورم الأصفر هو ورم يحدث في المبايض أثناء الحمل. يرتبط بزيادة الهرمونات الجنسية ، وخاصة البروجسترون والتستوستيرون.

## نبذة
يمكن أن يتراوح حجم الورم و قطره من 1 إلى 25 سم، ولكنها عادة ما تكون 6 إلى 10 سم  ويمكن أن ينمو طوال فترة الحمل. ومع ذلك ، فإن الأورام الصفراء حميدة وتختفي بعد الولادة. هذا النوع من الورم نادر مع حوالي 200 حالة موجودة فقط. تم اكتشاف العديد من هذه الحالات عن طريق الخطأ ، لذلك قد يكون المعدل الفعلي لحدوثها أعلى. أكثر أعراض الورم الأصفر وضوحا هو ذكورة الأم وإمكانية إضفاء الذكورة على الجنين . يحدث هذا بسبب إطلاق هرمون التستوستيرون بواسطة الورم الأصفر. التستوستيرون هو هرمون جنسي يوجد أكثرعند الرجال على الرغم من وجود كميات صغيرة بشكل طبيعي عند النساء. التستوستيرون مسؤول عن الخصائص الذكورية مثل تغليظ الصوت ونمو الشعر الداكن وحب الشباب. في حين أنه لا يهدد الحياة ، فإن تطور الخصائص الذكورية المرتبطة بالأورام الصفراء يمكن أن يسبب تغيرات ظاهرة في الأم ويمكن أن يكون له آثار جذرية على تكوين الجنين. يمكن أن يتسبب الورم الأصفر في ولادة الجنين بجنس غامض ، والذي قد يؤدي ، اعتمادًا على الطريقة التي يريدها الوالدان في تربية الطفل ، إلى اختيار الوالدين جنسًا للجنين.
الورم الأصفر يرتبط باضطرابات النمو الجنسي (المعروفة سابقًا باسم التعرق الكاذب ) 

## العلامات والأعراض
يكون الورم الأصفر غالبا بدون أعراض ؛ فقط 36٪ من النساء تظهر عليهن علامات الذكورة. تتضمن هذه العلامات حب الشباب ، نمو الشعر الداكن (خاصة على الوجه) ، تغليظ الصوت ، الصلع الصدغي ، وضخامة البظر . لا تعني ارتفاع مستويات هرمون التستوستيرون لدى الأم بالضرورة حدوث الذكورة. أثناء الحمل الطبيعي ، يرتفع مستوى التستوستيرون قليلاً في الثلث الأول والثاني من الحمل ، لكنه يزيد للضعف في الثلث الثالث من الحمل. يعتمد مستوى التستوستيرون أيضًا على جنس الجنين ؛ تسبب الأجنة الذكور زيادة في مستويات هرمون التستوستيرون بمستوى أكبر من الأجنة الإناث.
لا تتأثر الأجنة الذكور بشكل كبير ، عند حملها من قبل أم لديها خصائص ذكورية من ورم أصفر ، بزيادة هرمون التستوستيرون في الأم بسبب هذه الظروف. ومع ذلك ، بعد الولادة ، قد يكون لدى الجنين الذكر مستويات عالية بشكل غير طبيعي من هرمون التستوستيرون ، لكن هذا يتعافى. لم تكن هناك أي علاقة بين الورم الأصفر والرضيع الذكر الذي ينتج كميات عالية من هرمون التستوستيرون لوحده.
من بين 36٪ من النساء اللواتي يحملن سمات ذكورية من الورم الأصفر ، تظهر على 75٪ من الأجنة الإناث أيضًا علامات الذكورة. يمكن أن تظهر على الأجنة الإناث مجموعة متعددة من الأعراض تتراوح من الحادة التي تتطلب جراحة إلى خفيفة ، والتي تتعافى بعد الولادة. تعتمد حدة الأعراض التي يعاني منها الجنين الأنثوي على وقت حدوث التعرض ومدة التعرض. إذا تعرضت أنثى الجنين لمستويات عالية من هرمون التستوستيرون في أول 7-12 أسبوعًا من الحمل ، يمكن أن يحدث الاندماج الشفوي وتضخم البظر. ستحتاج هذه الحالات إلى جراحة تصحيحية إذا كان الرضيع سيتم تربيته أنثى. إذا حدث التعرض لهرمون التستوستيرون بعد الأسابيع الـ 12 الأولى من الحمل ، فلن يحدث اندماج ولكن يمكن أن يظل البظر متضخمًا. عادة ما يصحح البظر المتضخم نفسه بعد الولادة وستقل مستويات هرمون التستوستيرون المرتفعة بشكل غير طبيعي لأن الجسم ينتج هرموناته الخاصة بنفسه.

## عوامل الخطر
عدة شروط تهيئ المرأة لحدوث ورم أصفر أثناء الحمل. تعد متلازمة المبيض المتعدد الكيسات أحد هذه الحالات. تتعلق هذه المتلازمة بارتفاع مستويات الهرمون وفشل المبايض في إطلاق البويضة خلال الدورة الشهرية ، وهو غالبًا ما يرتبط بانقطاع الطمث . حيث أن المستويات المرتفعة من الهرمونات في متلازمة المبيض المتعدد الكيسات تؤهل النساء لتشكيل ورم أصفر أثناء الحمل. من سمات الأورام الصفراء أنها تنمو بشكل أفضل في وجود مستويات عالية من الهرمونات التي تعمل في النمو الطبيعي والتطور الجنسي والوظيفة الإنجابية. تسبب متلازمة تكيس المبايض زيادة في الهرمونات في الجسم بما في ذلك بعض الهرمونات المتعلقة بهذه الوظائف. النساء المصابات بالورم الأصفر أثناء الحمل السابق هن الأكثر عرضة للإصابة بورم أصفر آخر. في هذه الحالة ، يمكن نصح النساء حول مخاطر حمل آخر وبدائله. عوامل الخطر الأخرى المرتبطة بالأورام الصفراء هي الحمل المتعدد ، وسن الأم المتقدم ، والعرق الأفريقي الكاريبي.

## التشخيص
لا يتم اكتشاف الورم الأصفر قبل الولادة غالبا. تم العثور على غالبية الأورام الصفراء أثناء الجراحة إذا تم إجراء عملية قيصرية أو عند إجراء عملية جراحية أخرى. الكشف قبل التسليم غير فعال لأسباب كثيرة. بعض الاختبارات ، التي يمكن القيام بها قبل الولادة ، تقيس كمية هرمون التستوستيرون في الدم ؛ ومع ذلك ، فهذه ليست طريقة كشف فعالة للغاية لأن الحمل الطبيعي يزيد من كميات هرمون التستوستيرون. طريقة أخرى قد تكون مفيدة لتحديد ما إذا كان الجنين يتعرض لهرمون التستوستيرون هي اختبار المشيمة والحبل السري لهرمون التستوستيرون. المشيمة لديها طريقة لتحويل الهرمونات من الأم إلى هرمونات يحتاجها الجنين. إذا كانت كمية هرمون التستوستيرون في الحبل السري أعلى من الطبيعي ، يجب تحديد نوع جين الجنين لمعرفة ما إذا كان الجنين ذكرًا أم أنثى. إذا كان الجنين أنثى ، فإن المستويات المرتفعة من هرمون التستوستيرون في الحبل السري يمكن أن تكون مؤشرا على وجود ورم أصفر. لسوء الحظ ، لا يمكن إجراء هذا الإجراء بأمان إلا بعد خضوع الجنين للتمايز (عندما يصبح جنس الجنين واضحًا). ولكن بحلول هذا الوقت كان الضرر قد حدث بالفعل.

## العلاج
لا تتوفر حاليًا علاجات للورم الأصفر. يمكن اكتشاف و معرفة الورم الأصفر من خلال الموجات فوق الصوتية إذا كان الذكورة واضحًا في الأم. يمكن فحص الجنين بحثًا عن نوع الجين ، وإذا كان الجنين أنثى وكان اختبار الحبل السري عاليا لمستويات هرمون التستوستيرون ، فيمكن عندئذٍ مراعاة مخاطر إذكاء الجنين. لا يمكن إجراء تدخلات لتغيير النتائج ، ولكن يمكن تحليل المخاطر المحتملة من أجل اتخاذ ما يلزم. بعد ولادة الجنين ، يتراجع الورم الأصفر من تلقاء نفسه ولا يلزم سوى مراقبة الأم بعد الولادة. وفقا لجنس الجنين ووقت التعرض ومدته ، قد يحتاج الوالدان إلى تقرير ما إذا كانوا سيربون الطفل كذكر أم أنثى. قد تكون الجراحة ضرورية اعتمادًا على نوع جنس الطفل الذي سيتم تربيته.

## روابط خارجية
- علم الأنسجة في esynopsis.uchc.edu